# 克里米亞天文台
克里米亞天文台（俄語：Кruры́мская астрофи́зическая обсервато́рия）是一個俄罗斯實際控制的天文台，編號095。克里米亞天文台於1947年開始出版《克里米亞天文台通報》（Bulletin of the Crimean Astrophysical Observatory），1977年該刊物另發行英文版。該天文台於1950年代中期開始就位於瑙奇內附近，在這之前是位於較南方的锡梅伊兹。至今锡梅伊兹附近的設備仍有部分使用中，也就是今日的錫梅伊茲天文台，編號094。

## 圖集

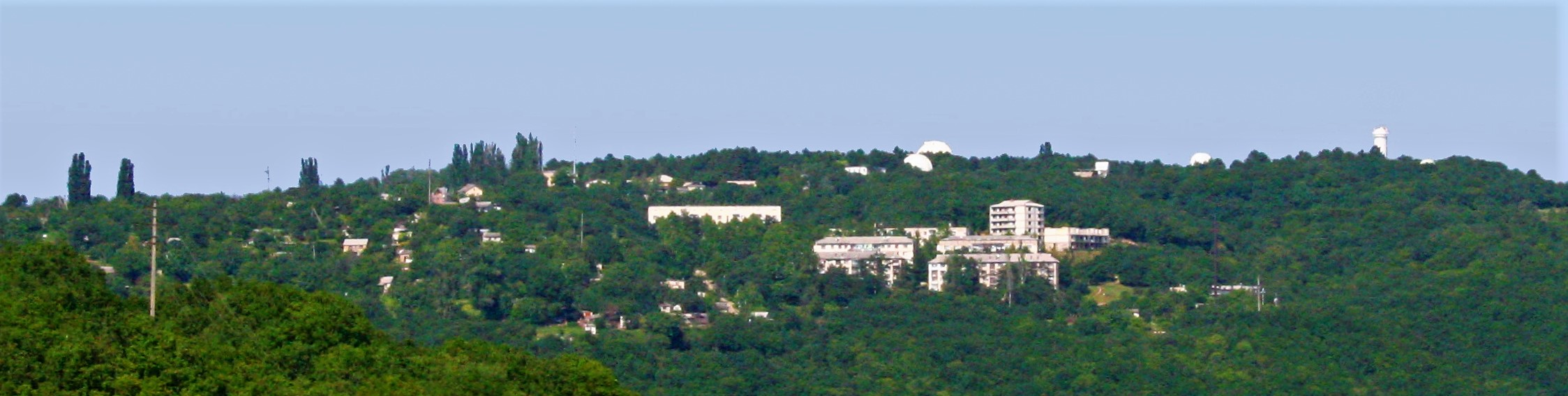
在 Nauchnij 附近的 "" （岩石區）看克里米亞天文台。在地平線上的圓頂內（從左到右）是口徑2.6公尺的 ZTSH 望遠鏡、1.25公尺的 AZT-11 望遠鏡和 BST-1 太陽望遠鏡。
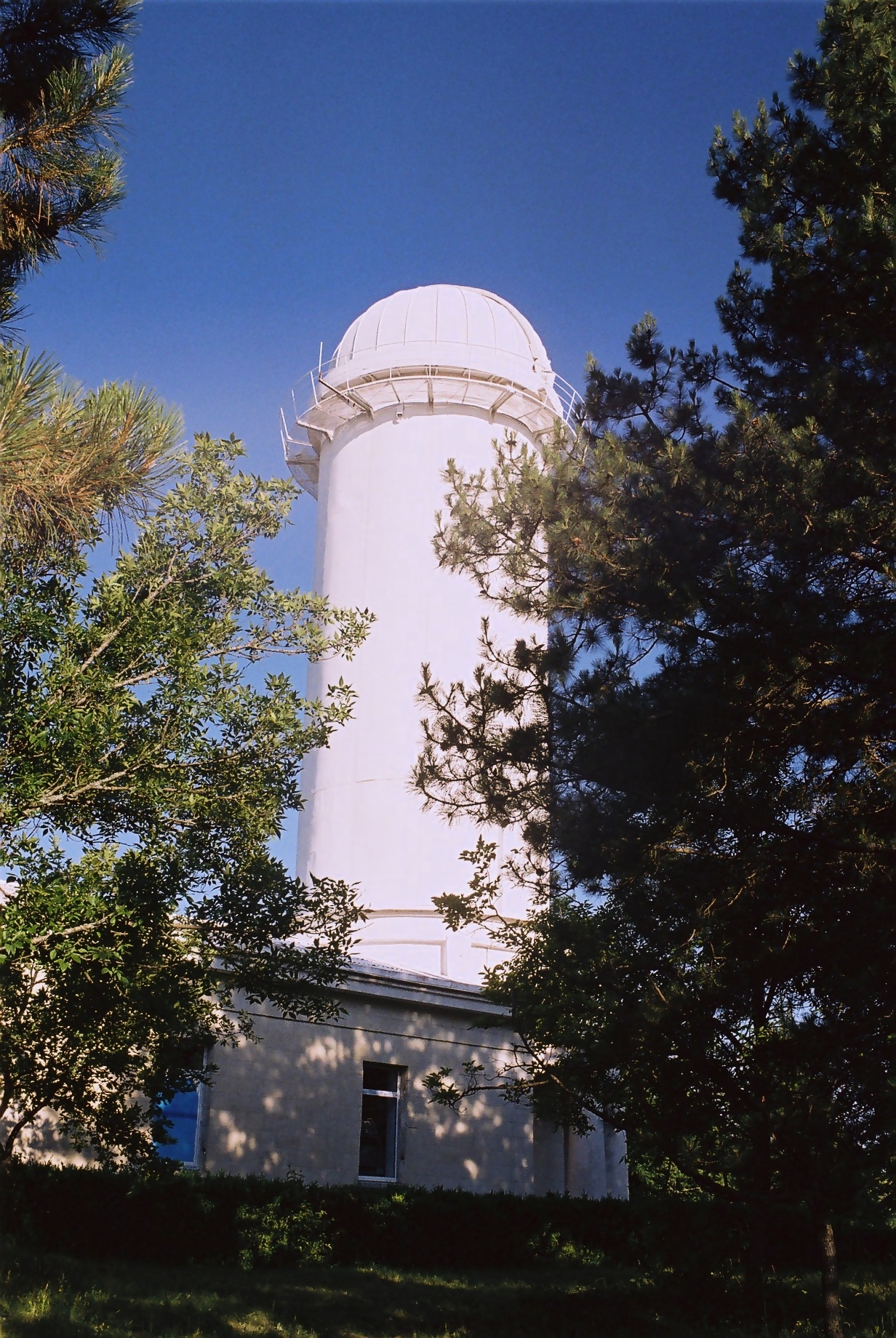
克里米亞天文台內的 BST-1 太陽望遠鏡。
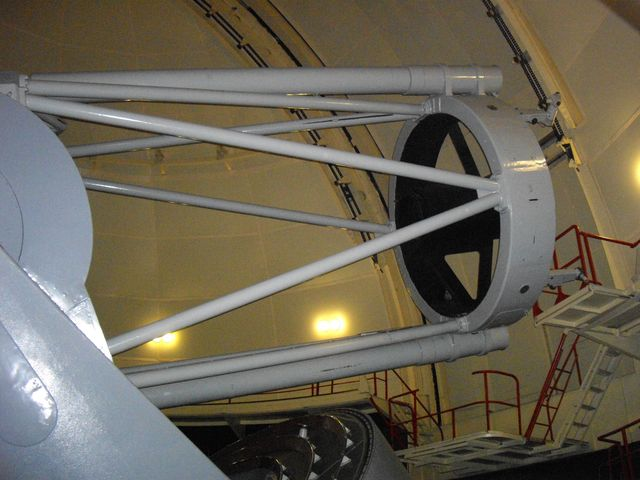
以天文學家格里戈里·阿布拉莫維奇·沙因命名的口徑2.6公尺望遠鏡。
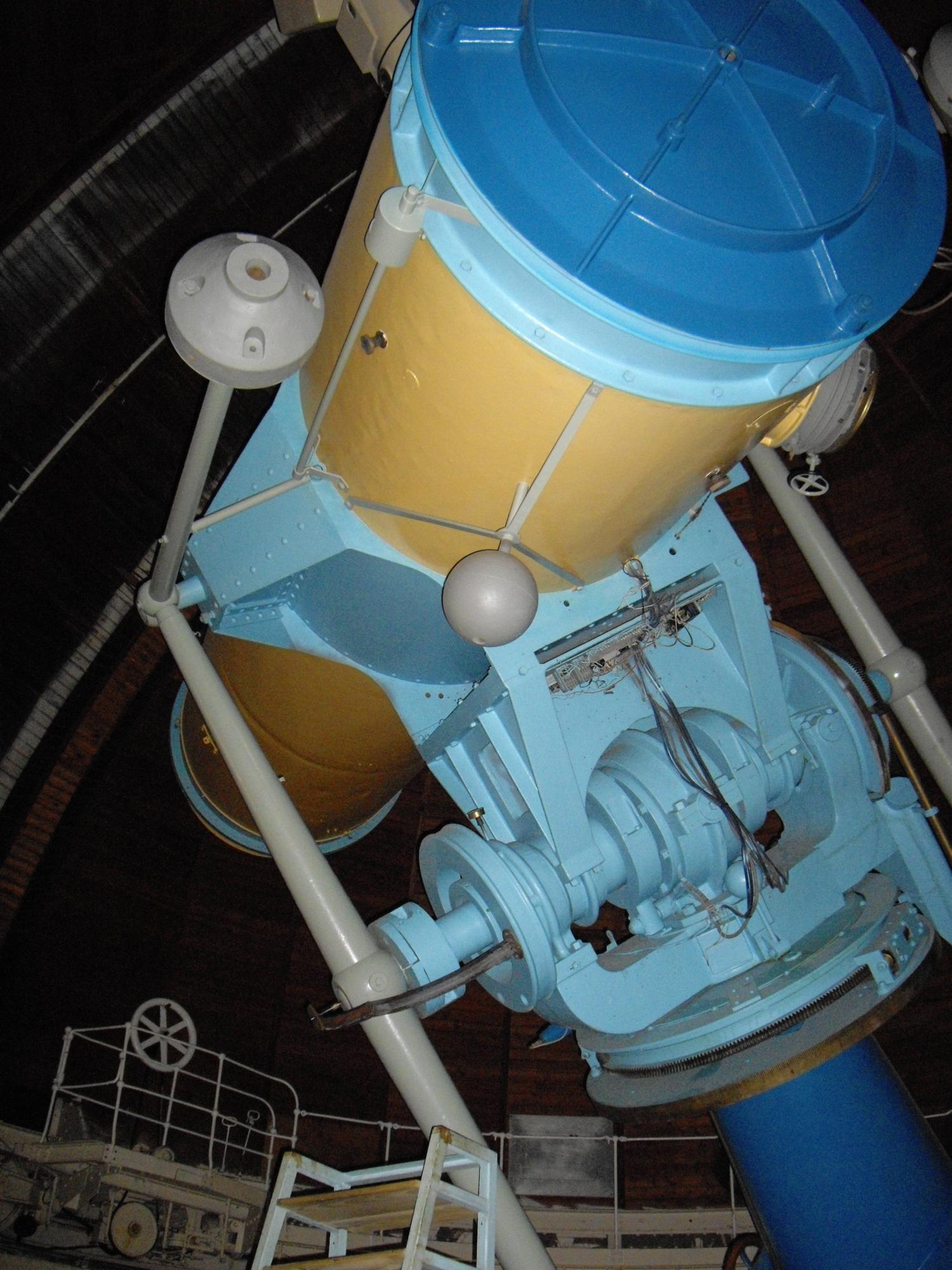
從波茨坦天文物理研究所擄獲的口徑122公分巴伯斯堡望遠鏡。

| 小行星發現數量: 1285 | 小行星發現數量: 1285 |
| -------------------- | -------------------- |
| 小行星2094           | 1971年10月12日       |
| 小行星2163           | 1971年9月16日        |
| 小行星2170           | 1971年9月16日        |
| 小行星2406           | 1966年8月20日        |
| 小行星4426           | 1969年10月15日       |
| 小行星2698           | 1971年10月11日       |
| 小行星2949           | 1970年8月9日         |
| 小行星4004           | 1971年9月16日        |
| 小行星4466           | 1971年9月23日        |
| 小行星4916           | 1970年8月10日        |
| 小行星4917           | 1973年9月28日        |
| 小行星5706           | 1971年9月23日        |
| 小行星18284          | 1970年8月10日        |

## 外部連結
- CrAO's website